# Förbau
Förbau (oberfränkisch Färba) ist ein Gemeindeteil der Stadt Schwarzenbach an der Saale im Landkreis Hof (Oberfranken, Bayern).

## Geographie
Das Kirchdorf liegt an der Saale, etwa 2,5 km südwestlich von Schwarzenbach und nördlich der Förmitztalsperre. Der Altort befindet sich nordwestlich der Saale, an ihn schließen sich im Süden und Osten einige Siedlungsgebiete an.
Gemeindestraßen verbinden den Ort u. a. mit Schwarzenbach und Seulbitz. Förbau hat einen Haltepunkt an der Bahnstrecke Bamberg–Hof.

## Geschichte
1317 wurde Förbau als „Vorbin“, 1390 als „Forwein“ erstmals urkundlich erwähnt. Weitere frühe Bezeichnungen waren „Vorweyn“, „Vorwein“, „Forbin“ und „Förba“. Im Ort waren zunächst die Familien von Hirschberg, Sparneck und das Kloster Himmelkron begütert. Eine Ringwallanlage befindet sich in der Nähe der Förmitztalsperre. Im Dreißigjährigen Krieg reduzierte sich der Ort auf sieben Häuser mit elf Einwohnern. Das Schloss wurde zuletzt von der Familie Schönburg-Waldenburg bewohnt, bevor es verkauft und abgerissen wurde.  
Am 1. Mai 1978 wurde die Gemeinde Förbau in die Stadt Schwarzenbach an der Saale eingegliedert.
Der Schwarzenbacher Landschaftsmaler Anton Richter fertigte Bilder des Ortes und seiner Umgebung.

## Baudenkmäler
Zu den Baudenkmälern in Schwarzenbach zählen neben der evangelisch-lutherischen Filialkirche ein Wohnstallhaus, ein Gasthaus als ehemaliges Schlossgut und zwei Steinkreuze an der Straße nach Schwarzenbach. Diese wurden, vermutlich als Denkmal, errichtet nachdem im Jahr 1603 ein Pfarrer Hilpert aus Förbau einen Bauern und dessen neugeborenes Kind auf der Förbauer Straße in Schwarzenbach ermordet hat. Die Entstehung der Kirche reicht in das Jahr 1341 zurück.

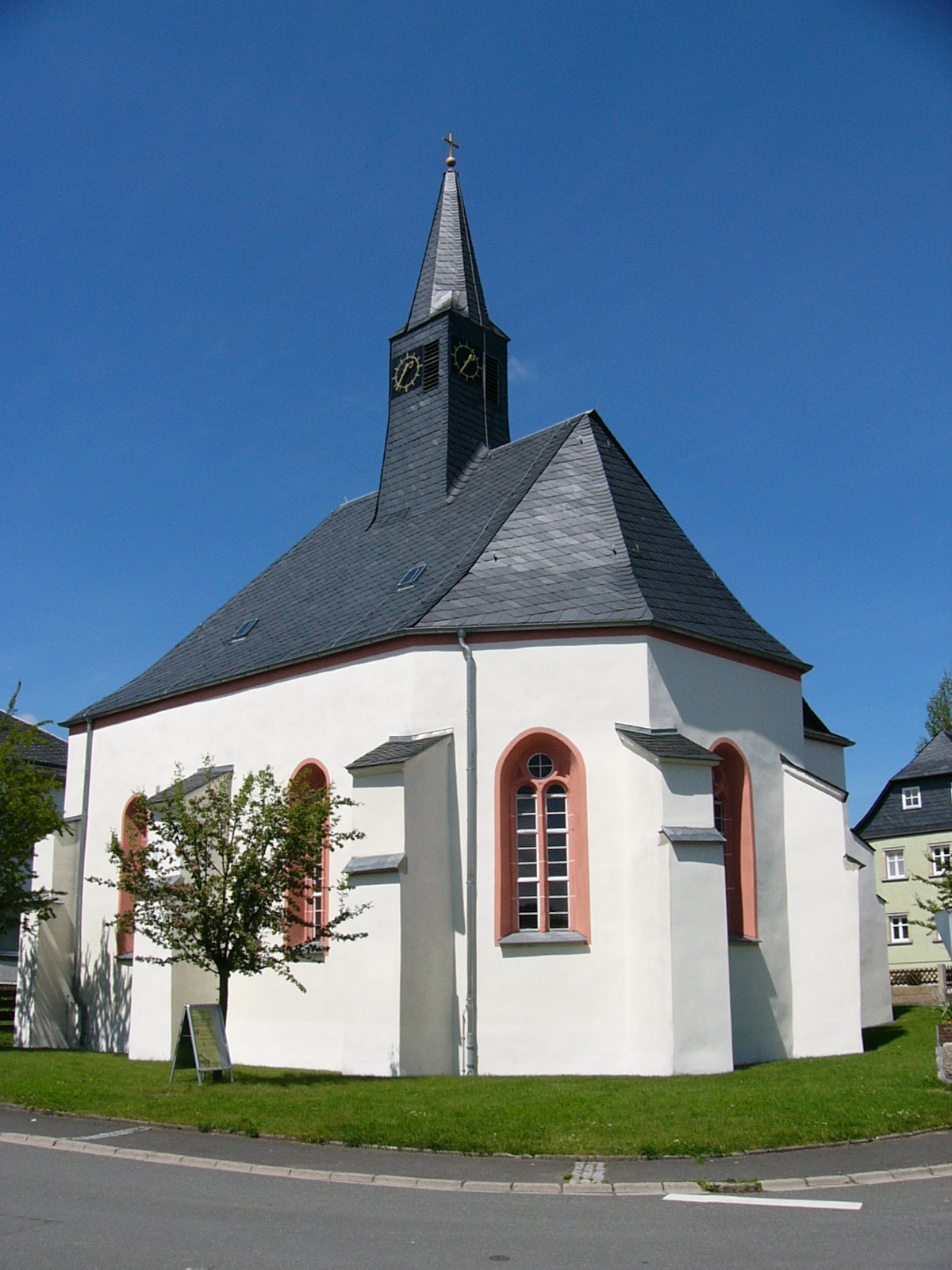
Dorfkirche
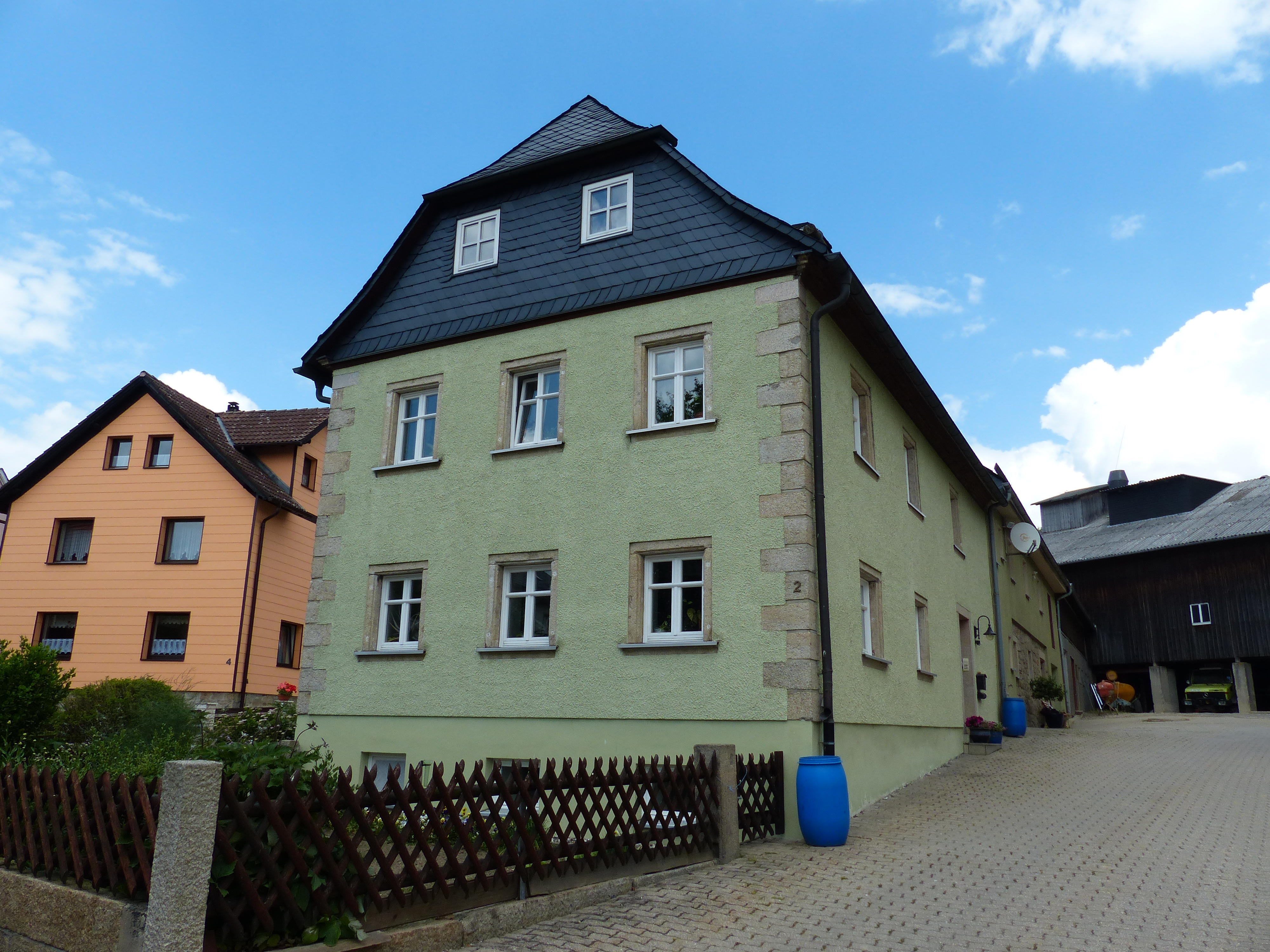
Wohnstallhaus
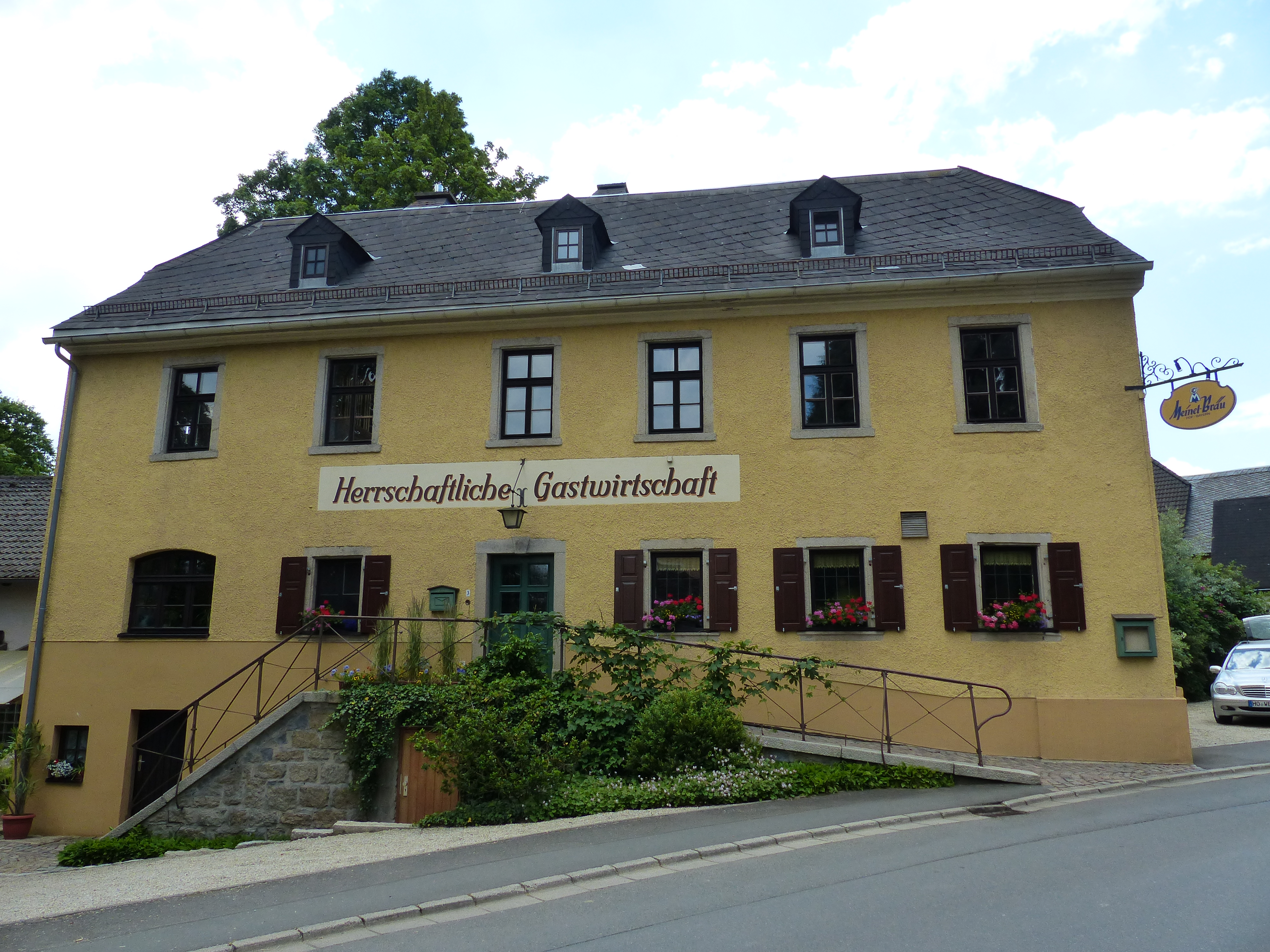
Ehemaliges Schlossgut
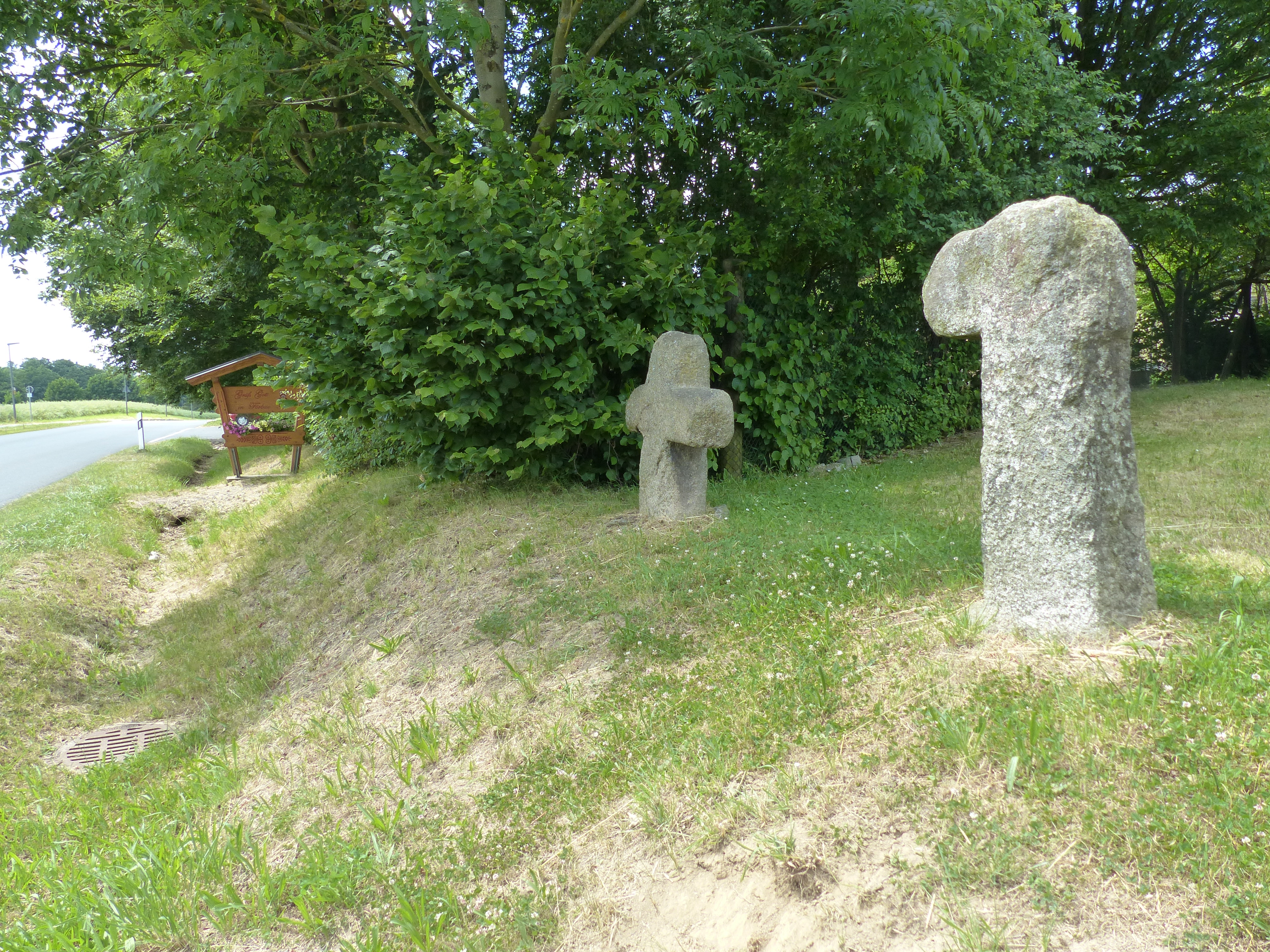
Zwei Steinkreuze